# 旅順港

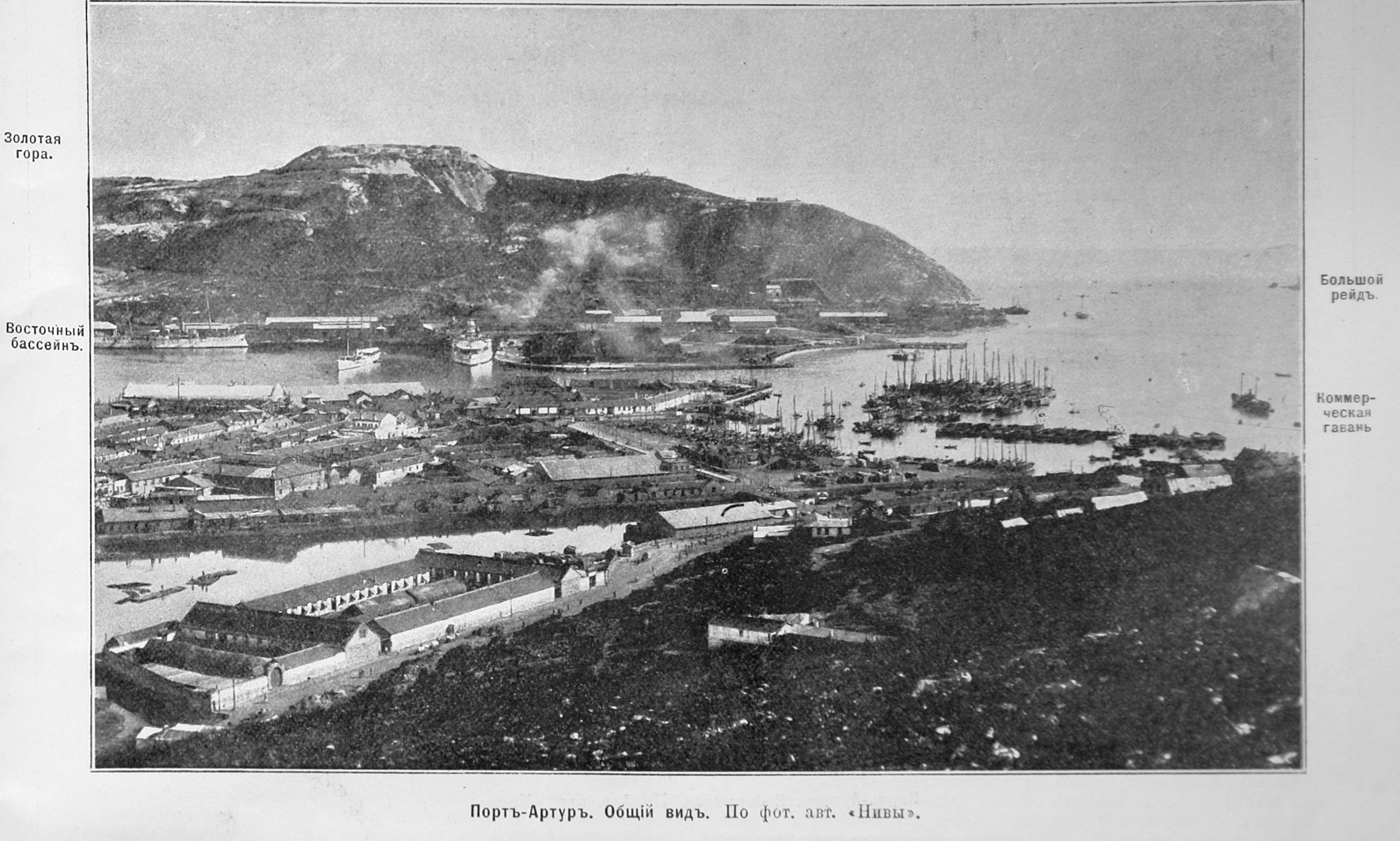
黄海（右側）から黄金山の下の旅順軍港へ入る（1904年）

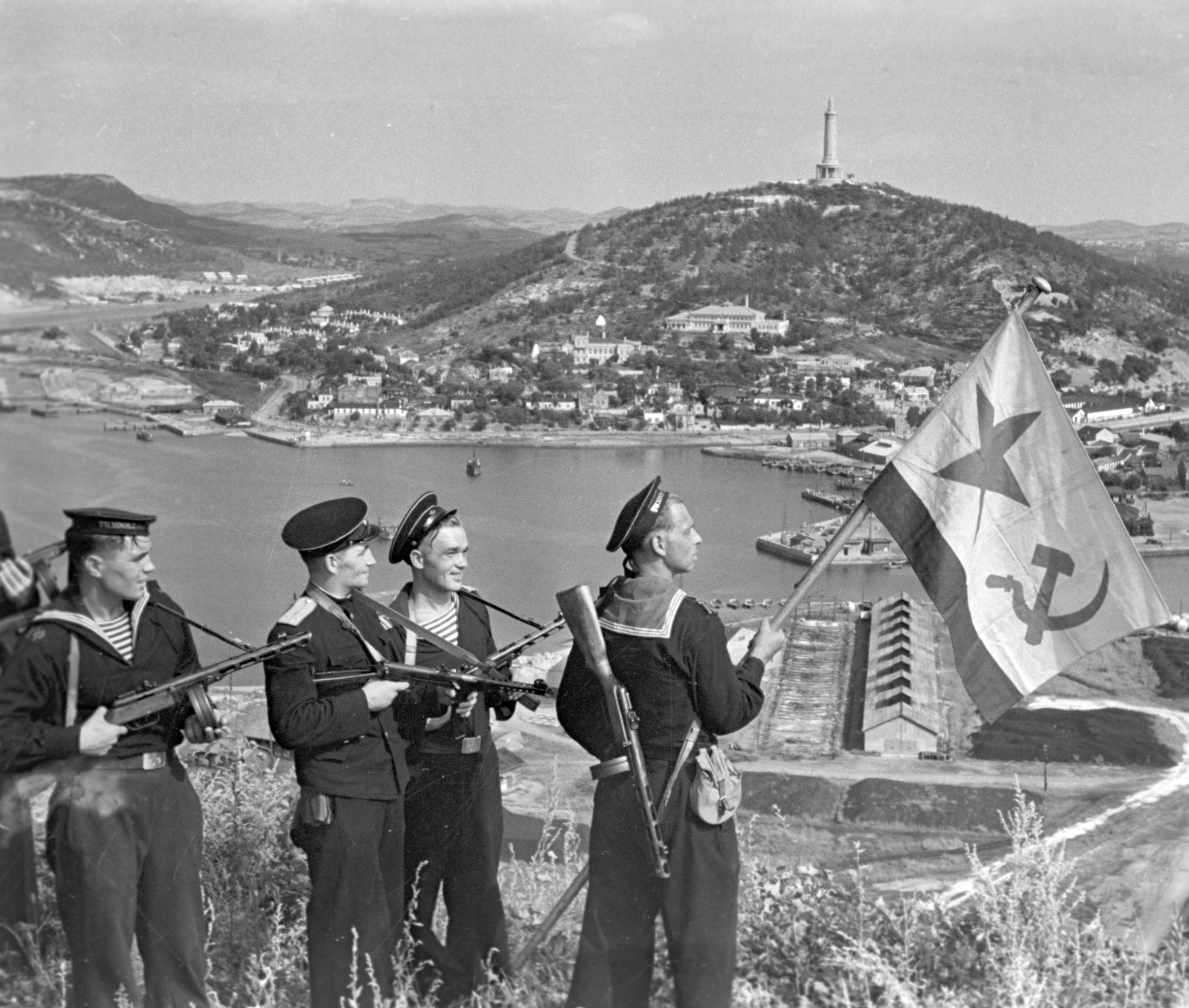
旅順軍港を眼下にソビエト海軍旗を揚げる（1945年）

旅順港（りょじゅんこう、中国語: 旅顺港）は中国遼寧省大連市旅順口区にある港で、古くからある旅順軍港に対して、旅順新港も作られている。

## 旅順軍港
旅順軍港（北緯38度48分07秒 東経121度15分58秒 / 北緯38.802016度 東経121.266086度座標: 北緯38度48分07秒 東経121度15分58秒 / 北緯38.802016度 東経121.266086度）は清朝により北洋艦隊の基地として威海衛（本部）と共に1890年代に建設された。旅順市街地から南にあり、渤海から老虎尾（左）と黄金山（右）に守られた旅順湾へ入ったところにある。 
1894～95年の日清戦争で攻防戦があり、三国干渉後にロシア海軍の管理下になり、1904～05年に日本海軍の管理下へ移る。1945からはソ連海軍管理下に移り、1955年に中国へ返還されている。
中国人民解放軍海軍（副）司令部は同じく旅順湾に面した旧制旅順高等学校跡にある。

### 旅順軍港の交通
ハルビン～大連鉄道の旅順支線の旅順駅があり、旅順湾へ引き込み線がある。

## 旅順新港

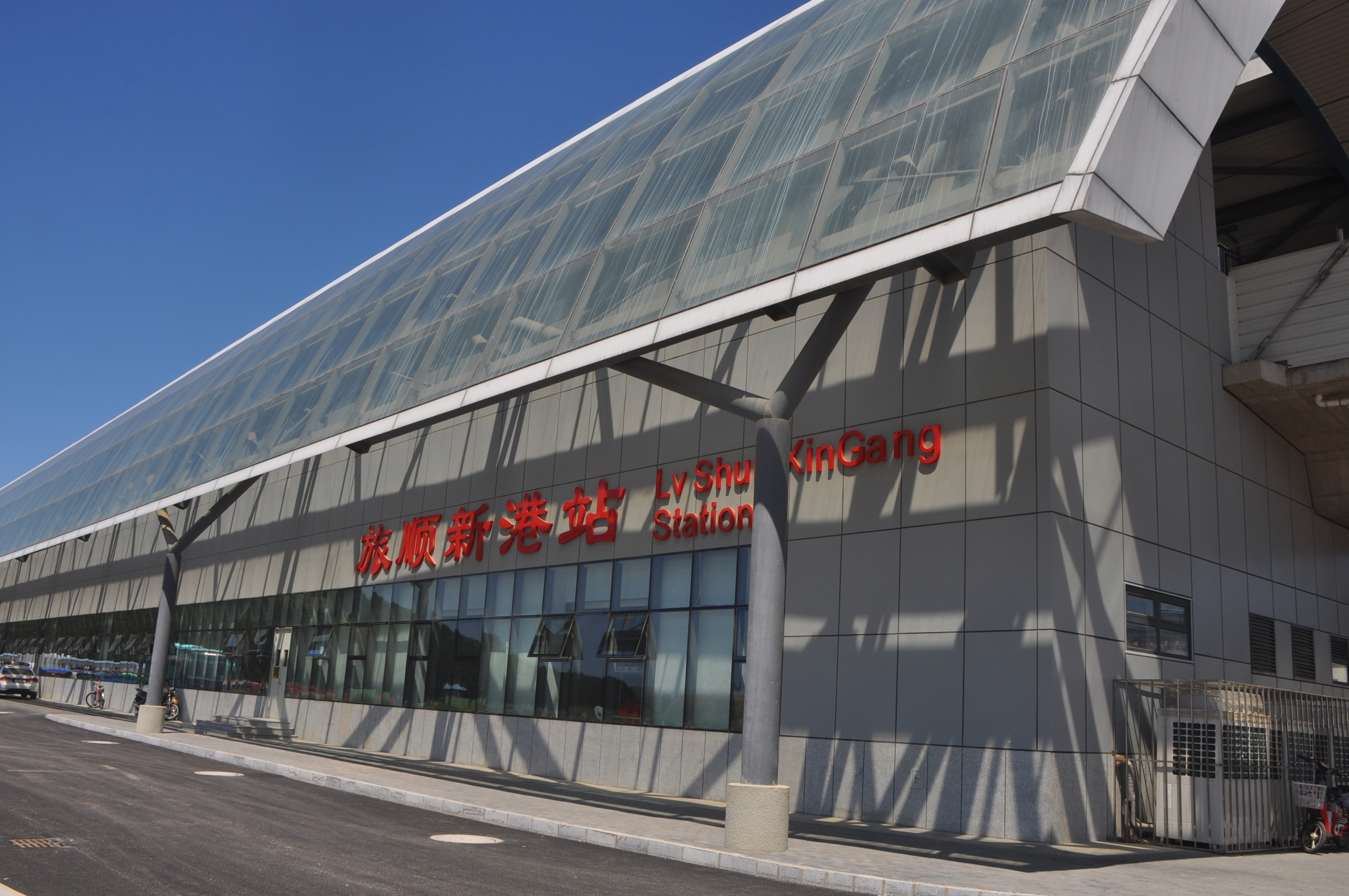
大連地下鉄12号線の旅順新港駅（2014年）

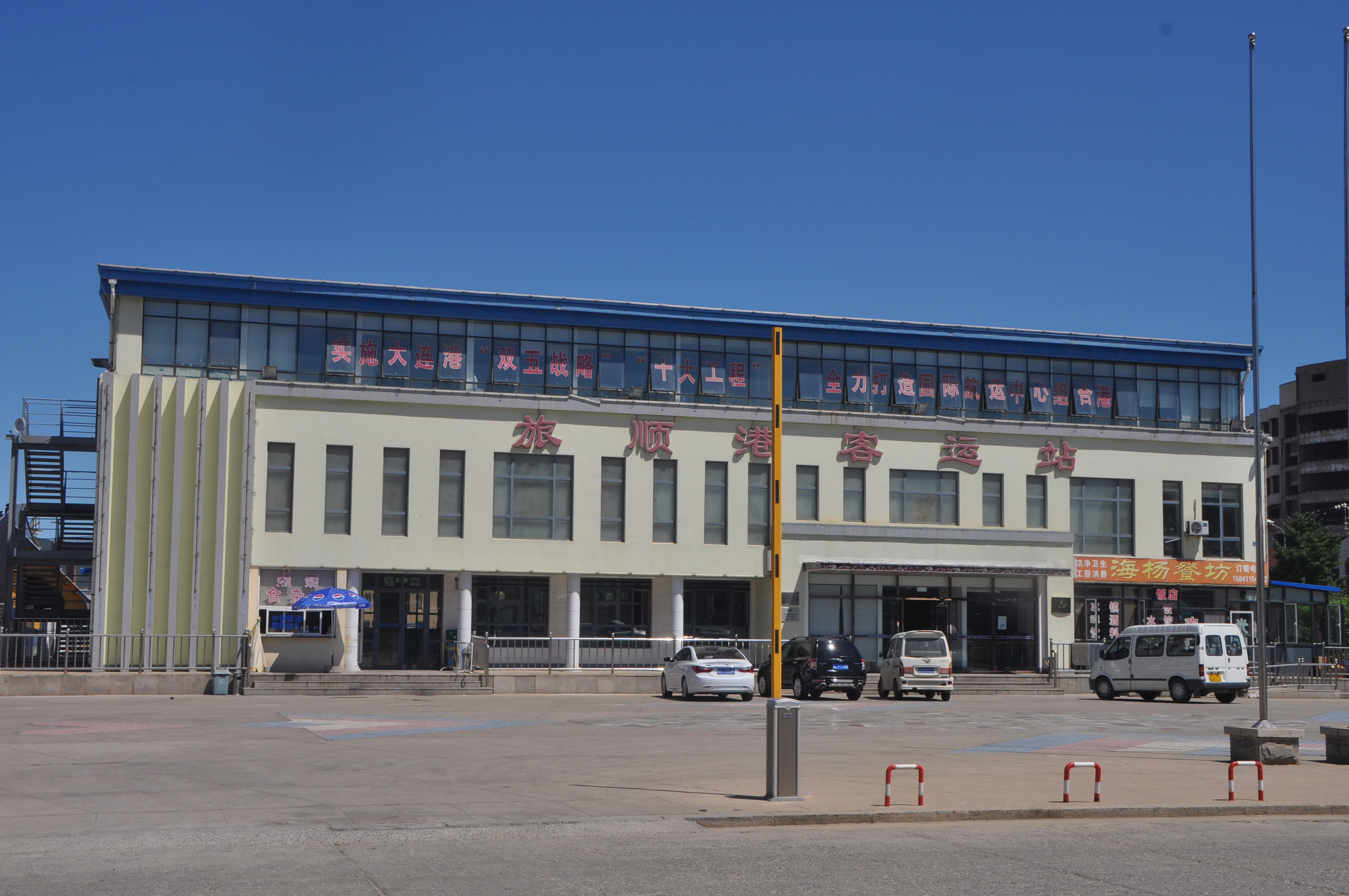
旅順新港駅向かいの新港待合ビル（2014年）

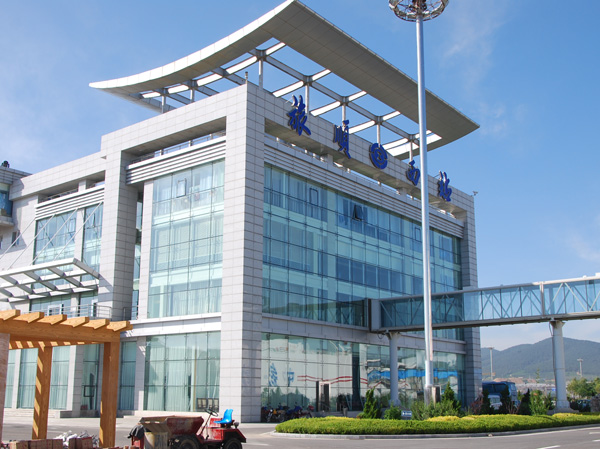
渤海鉄道フェリーの待合ビル（2009）

上記の旅順軍港が民用に使えないので、旅順口区が解放されて経済が発展するにしたがって、旅順新港（北緯38度49分00秒 東経121度08分05秒 / 北緯38.8165342度 東経121.1346303度）が20世紀末・21世紀初頭に開鑿・使用開始された。旅順市街地から西にあたる、渤海の羊頭湾に面しており、山東省煙台港以外の比較的小規模の港（蓬萊区・東営市・竜口市など）への交通に使われていて、埠頭は大連地下鉄12号線（別名：大連202路延伸線）の旅順新港駅向かいの待合ビルから5分ほど歩くところにある。
新港のすぐ北には山東省煙台への渤海鉄道フェリーの埠頭が完成している。 
新港の近くには、大連機関車・車両（満鉄の沙河口工場の後身）などが移転した旅順開発区がある。

### 旅順新港の交通
大連地下鉄12号線の終点である旅順新港駅が完成している。車両用には、土羊高速公路（大連市甘井子区土城子村から旅順口区羊頭窪まで、一般道路も含めて全長56.77km）が2008年に完成して、現在の瀋海高速道路（瀋大高速道路）あるいはG202国道（旅順北路）からのアクセスに利用できる。

## 大連市の他の港
遼東半島の南端にある大連市は三方を海に囲まれており、他にいくつかの重要な港がある。
- 大連港、大連新港（大連経済技術開発区）
- 金州港（金州区）
- 渤海鉄道フェリー